# Uda Genji
Uda Genji (宇多源氏 (Vũ Đa Nguyên thị)) là một dòng dõi thành công và quyền lực của gia tộc Nhật Bản Minamoto, gồm các hậu duệ của Thiên hoàng Uda (宇多天皇). Nhiều chiến binh Minamoto nổi tiếng, bao gồm Gia tộc Sasaki (佐々木氏), cũng được biết đến như gia tộc Daimyō Kyōgoku (京極氏); Sasaki Nariyori (佐々木成頼), người lập nên Gia tộc Ōmi Genji (近江源氏); và Sasaki Yoshikiyo (佐々木義清), người lập nên Gia tộc Izumo Genji (出雲源氏) đều thuộc dòng dõi này. Gia đình được đặt tên theo Thiên hoàng Uda, ông của Minamoto no Masazane (源雅信), tộc trưởng của Uda Genji (宇多源氏).
Thiên hoàng Uda là cha của Thái tử Atsumi (敦實親王 Atsumi Shinnō) (892-966) - cha của Minamoto no Masazane (源雅信) (920-993), người lập nên Uda Genji, từ nơi mà Uda Genji khởi nguồn. Nhiều gia đình samurai của các tỉnh Ōmi và Izumo đều thuộc dòng dõi này, và đều dùng tên gia tộc "Minamoto" trong các ghi chép chính thức, bao gồm Gia tộc Sasaki, Gia tộc Rokkaku, Gia tộc Kyōgoku, Gia tộc Kutsugi, Gia tộc Kuroda, Gia tộc Oki, Gia tộc Enya, Gia tộc Toda, Gia tộc Takaoka, Gia tộc Koshi, Gia tộc Sase, Gia tộc Nogi, etc. Thần xã có liên hệ mật thiết với gia tộc này là Thần xã Sasaki (沙沙貴神社 Sasaki Jinja).

## Cây gia đình
```

(Sumitate-Yotsumeyui),
biểu tượng của Gia tộc Rokkaku

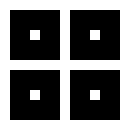
(Yotsumeyui), mon của Gia tộc Kyogoku

                                  ∴
                                 
Thiên hoàng Uda
(867-931)
                                  ┃
                                 
Hoàng tử Atsumi
(893-967)
                                  ┃
                                 
Minamoto no Masazane
(920-993)
                                  ┃
                                 
Sukenori
(951-998)
                                  ┃
                                 
Nariyori
(976-1003)
                                  ┃
                                 
Noritsune
(1000-1058)
                                  ┃
                                 
Sasaki Tsunekata

                                  ┃
                                 
Sasaki Tametoshi

                                  ┃
                                 
Sasaki Hideyoshi
(1112–1184)
                                  ┣━━━━━━┳━━━━━━━┳━━━━━━━┳━━━━━┓
                               　
Sadatsuna
  　
Tsunetaka
  　
Moritsuna
  　
Takatsuna
    
Yoshikiyo

 ┏━━━━━━┳━━━━━┳━━━━━┫          ┃            ┃             ┃         ┣━━━━━┓

Hirotsuna
  
Sadashige
  
Hirosada
  
Nobutsuna
    
Takashige
    
Kaji Nobuzane
  Shigetuna  
Masayoshi
  
Yasukiyo

 ┏━━━━━━┳━━━━━━━━━━━╋━━━━━━━━┓                       ┏━━━━━┳━━━━━┫

Shigetsuna
　
Takanobu
　
Rokkaku Yasutsuna
　
Kyogoku Ujinobu
                  
Yoriyasu
　
Yoshiyasu
　
Muneyasu
```